# Zektzerit
Das Mineral Zektzerit ist ein sehr selten vorkommendes Kettensilikat aus der Tuhualithgruppe. Es kristallisiert im orthorhombischen Kristallsystem mit der chemischen Zusammensetzung NaLiZr[Si6O15] und entwickelt meist gut entwickelte Kristalle mit pseudohexagonalem, tafeligem bis prismatischem Habitus von weißer bis zartrosa Farbe bei weißer Strichfarbe.

## Etymologie und Geschichte
Erstmals entdeckt wurde Zektzerit am „Washington Pass“ bei Golden Horn im Okanogan County, Washington. Erstmals beschrieben 1977 von Pete J. Dunn, Roland C. Rouse, Bart Cannon und Joseph A. Nelen, die das Mineral nach Jack Zektzer (* 1936) benannten, der den Wissenschaftlern das Mineral für ihre Forschungen zur Verfügung stellte.

## Klassifikation
In der veralteten 8. Auflage der Mineralsystematik nach Strunz war der Zektzerit noch nicht aufgeführt.
In der zuletzt 2018 überarbeiteten Lapis-Systematik nach Stefan Weiß, die formal auf der alten Systematik von Karl Hugo Strunz in der 8. Auflage basiert, erhielt das Mineral die System- und Mineralnummer VIII/F.30-010. Dies entspricht der Klasse der „Silikate“ und dort der Abteilung „Ketten- und Bandsilikate“, wo Zektzerit zusammen mit Pellyit und Tuhualith eine unbenannte Gruppe mit der Systemnummer VIII/F.30 bildet.
Die von der International Mineralogical Association (IMA) zuletzt 2009 aktualisierte 9. Auflage der Strunz’schen Mineralsystematik ordnet den Zektzerit in die Klasse der „Silikate und Germanate“ und dort in die Abteilung „Ketten- und Bandsilikate (Inosilikate)“ ein. Hier ist das Mineral in der Unterabteilung „Ketten- und Bandsilikate mit 6-periodischen Doppelketten“ zu finden, wo es zusammen mit Emeleusit und Tuhualith die „Tuhualithgruppe“ mit der Systemnummer 9.DN.05 bildet.
In der vorwiegend im englischen Sprachraum gebräuchlichen Systematik der Minerale nach Dana hat Zektzerit die System- und Mineralnummer 66.03.04.02. Das entspricht der Klasse der „Silikate“ und dort der Abteilung „Kettensilikate: Doppelte unverzweigte Ketten, W=2“. Hier findet er sich innerhalb der Unterabteilung „Kettensilikate: Doppelte unverzweigte Ketten, W=2 mit Ketten P>2“ in der „P=6 (Tuhualithgruppe)“, in der auch Tuhualith und Emeleusit eingeordnet sind.

## Bildung und Fundorte
Zektzerit bildet sich als seltene Kristallfüllung in „Miarolen“, das heißt kleinen Hohlräumen innerhalb von Graniten oder Pegmatiten, wo er meist in Paragenese mit Aegirin, Astrophyllit, Elpidit, Mikroklin, Quarz, Riebeckit oder auch Zirkon anzutreffen ist.
Außer an seiner Typlokalität „Washington Pass“ bei Golden Horn im Okanogan County (Washington) in den USA, konnte das Mineral bisher (Stand: 2011) bisher noch bei Darai-Pioz im Alai-Gebirge in Tadschikistan und bei Del Salto in der chilenischen Provinz Aisén gefunden werden.

## Kristallstruktur
Zektzerit kristallisiert orthorhombisch in der Raumgruppe Cmce (Raumgruppen-Nr. 64) mit den Gitterparametern a = 14,33 Å; b = 17,35 Å und c = 10,16 Å sowie 8 Formeleinheiten pro Elementarzelle.

## Verwendung
Für eine wirtschaftliche Nutzung als Rohstoff oder Schmuckstein ist Zektzerit zu selten und aufgrund seiner vollkommenen Spaltbarkeit auch zu empfindlich. Gelegentlich wird er aber für Sammler in verschiedene Formen geschliffen.

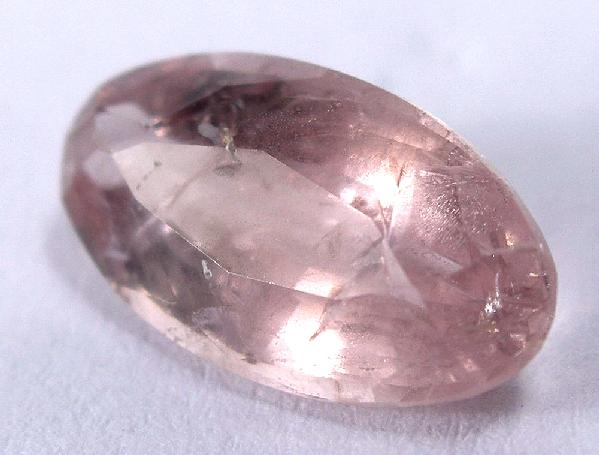
Rosa Zektzerit im ovalen Facettenschliff
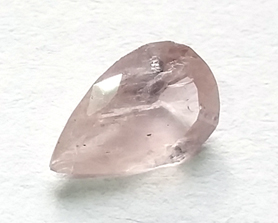
Rosa Zektzerit im Tropfenschliff